# Санкт-Петербурзький політехнічний університет Петра Великого
Санкт-Петербурзький політехнічний університет Петра Великого (рос. Санкт-Петербургский политехнический университет Петра Великого) — один із найстаріших багатофункціональних державних вищих навчальних закладів Росії. Має статус національного дослідницького університету Росії.

## Загальні відомості
Університет включає в себе 12 базових інститутів, факультети додаткової освіти, філії в містах Чебоксари, Сосновий Бор, комплекс науково-дослідних підрозділів, що включає об'єднаний науково-технологічний інститут, науково-освітні центри, ряд спеціалізованих науково-виробничих структур, спортивний комплекс, профілакторій та бази відпочинку. Забезпечує випуск інженерів, економістів, менеджерів за 101 спеціальністю, бакалаврів і магістрів за 51 напрямом науки і техніки, аспірантів за 90 науковими спеціальностями.
Професорсько-викладацький склад включає в себе 25 академіків і членів-кореспондентів РАН, понад 500 професорів, докторів наук.
Належить до п'ятірки найкращих технічних вишів країни.
У липні 2013 року університет став одним із переможців конкурсу на статус «Провідні університети Росії».
На честь університету названо прилеглу Політехнічну вулицю і станцію метро «Політехнічну».

## Керівники

### Ректори і директори
1. Гагарін Андрій Григорович (01.1900 — 02.1907) — директор
2. Посніков Олександр Сергійович (03.1907 — 09.1907) — директор
3. Мещерський Іван Всеволодович (09.1907 — 09.1908) — директор
4. Посніков Олександр Сергійович (09.1908 — 09.1911) — директор
5. Скобєльцин Володимир Володимирович (09.1911 — 09.1917) — директор
6. Радциг Олександр Олександрович (09.1917 — 12.1918) — ректор
7. Шателен, Михайло Андрійович (12.1918 — 05.1919) — ректор
8. Левінсон-Лессінг Франц Юлійович (05.1919 — 11.1919) — ректор
9. Рузський Дмитро Павлович (11.1919 — 08.1921) — ректор
10. Залуцький Леонід Васильович (08.1921 — 01.1922) — ректор
11. Воробйов Борис Євдокимович (01.1922 — 06.1925) — ректор
12. Байков Олександр Олександрович (06.1925 — 10.1928) — ректор
13. Кобозєв Петро Олексійович (11.1928 — 08.1929) — ректор
14. Шумський Олександр Якович (08.1929 — 12.1929) — ректор
15. Давтян Яків Христофорович (02.1930 — 06.1930) — ректор
1930—1934 — інститут поділено на кілька галузевих:

| Євдокимов, Василь Григорович (08.1931 — 06.1934)         | Ленінградський машинобудівний інститут                                                            |
| Давтян Яків Христофорович (06.1930 — 01.1931)            | Ленінградський машинобудівний інститут                                                            |
| Могильницький Ісор Моїсейович (10.11.1931-01.07.1934)    | Ленінградський гідротехнічний інститут                                                            |
| Проворов Петро Миколайович (08.06.1930-10.11.1931)       | Ленінградський гідротехнічний інститут                                                            |
| Шингарєв Олександр Федорович (24.08.1931 — 30.04.1934)   | Ленінградський електромеханічний інститут                                                         |
| Тихомиров Володимир Олександрович (28.10.1933 — 06.1934) | Ленінградський фізико-математичний інститут (з 26 лютого 1932 — Ленінградська інженерна академія) |
| Лазуркін Михайло Семенович (09.12.1930 — 28.10.1933)     | Ленінградський фізико-математичний інститут (з 26 лютого 1932 — Ленінградська інженерна академія) |
| Дьяконов Сергій Сергійович (03.06.1930 — 07.11.1931)     | Ленінградський інститут котлотурбінобудівництва                                                   |
| Шрейбер Георгій Якович (06.1930 — 06.1934)               | Ленінградський металургійний інститут                                                             |

1. Шрейбер Георгій Якович (07.1934 — 06.1935) — директор
2. Тюркін Петро Андрійович (06.1935 — 06.1936) — директор
3. Євдокимов Василь Григорович (08.1936 — 07.1937) — директор
4. Новіков Кирило Васильович (09.1937 — 06.1938) — директор
5. Смірнов Сергій Антонович (06.1938 — 11.1940) — директор
6. Тюркін Петро Андрійович (11.1940 — 12.1941) — директор
7. Сердюков Сергій Андрійович (03.1942 — 09.1944) — директор
8. Калантаров Павло Лазаревич (09.1944 — 06.1946) — директор
9. Шмаргунов Костянтин Миколайович (06.1946 — 06.1951) — директор
10. Алабишев Олександр Філософович (06.1951 — 5.03.1956) — директор
11. Смірнов Василь Сергійович (5.03.1956 — 5.03.1973) — ректор
12. Селезньов Костянтин Павлович (17.05.1973 — 23.05.1983) — ректор
13. Васильєв Юрій Сергійович (23.05.1983 — 30.09.2003) — ректор, президент (з правами ректора)
14. Федоров Михайло Петрович (30.09.2003 — 05.2011) — ректор
15. Рудськой Андрій Іванович (з 05.2011) — ректор

### Президенти
1. Васильєв Юрій Сергійович (з 10.2003) — президент, голова Опікунської ради

## Назви
- 1899—1910 — Санкт-Петербурзький політехнічний інститут
- 1910—1914 — Санкт-Петербурзький політехнічний інститут імператора Петра Великого
- 1914—1922 — Петроградський політехнічний інститут імператора Петра Великого
- 1922—1923 — Перший Петроградський політехнічний інститут імені М. І. Калініна
- 1923—1924 — Петроградський політехнічний інститут імені М. І. Калініна
- 1924—1930 — Ленінградський політехнічний інститут імені М. І. Калініна
- 1930—1934 — розділено на самостійні інститути із підпорідкуванням відповідним галузевим міністерствам, які фінансували й контролювали підготовку кадрів для своїх підприємств
- 1934—1940 — Ленінградський індустріальний інститут
- 1940—1990 — Ленінградський політехнічний інститут імені М. І. Калініна
- 1990—1991 — Ленінградський державний технічний університет
- 1991—2002 — Санкт-Петербурзький державний технічний університет
- 2002—2015 — Санкт-Петербурзький державний технічний університет
- З 2015 року — Санкт-Петербурзький політехнічний університет Петра Великого

Повна назва — Федеральний державний автономний освітній заклад вищої освіти «Санкт-Петербурзький політехнічний університет Петра Великого» (рос. Федеральное государственное автономное образовательное учреждение высшего образования «Санкт-Петербургский политехнический университет Петра Великого»).
Неофіційна назва — Політех (рос. Политех).

## Історія

### 1899—1914
Заклад засновано 19 лютого 1899 року відповідно до доручення міністра фінансів Російської імперії С. Ю. Вітте як Санкт-Петербурзький політехнічний інститут імені Петра Великого.
Найближчими однодумцями Вітте в справі організації СПбПІ були товариш міністра фінансів В. І. Ковалевський і вчений-хімік Д. І. Менделєєв. Всі троє згодом були обрані почесними членами інституту, а їхні портрети встановлено в залі Ради.
Після затвердження в травні 1902 року Положення про Політехнічний інститут восени почалися заняття на економічному, електромеханічному, кораблебудівному і металургійному відділеннях, які представляли тоді найбільш перспективні для Росії галузі техніки.
1905 року, після розстрілу демонстрації на Двірцевій площі 9 січня, заняття в інституті припинилися й поновилися тільки восени 1906 року. Після початку занять інститут швидко розвивався. Уже 1907 року відкрилися нові відділення: інженерно-будівельне, механічне і хімічне; в грудні того ж року відбулися перші захисти випускних робіт.
1909 року при кораблебудівному відділенні створено курси повітроплавання для студентів технічних відділень і офіцерів, які стали першою в Росії авіаційною школою. 1911 року на кораблебудівному відділенні відкрилася перша в Росії вища автомобільна школа. До 1914 року на відділеннях Політехнічного інституту навчалося понад 6000 чоловік.

#### Головна будівля

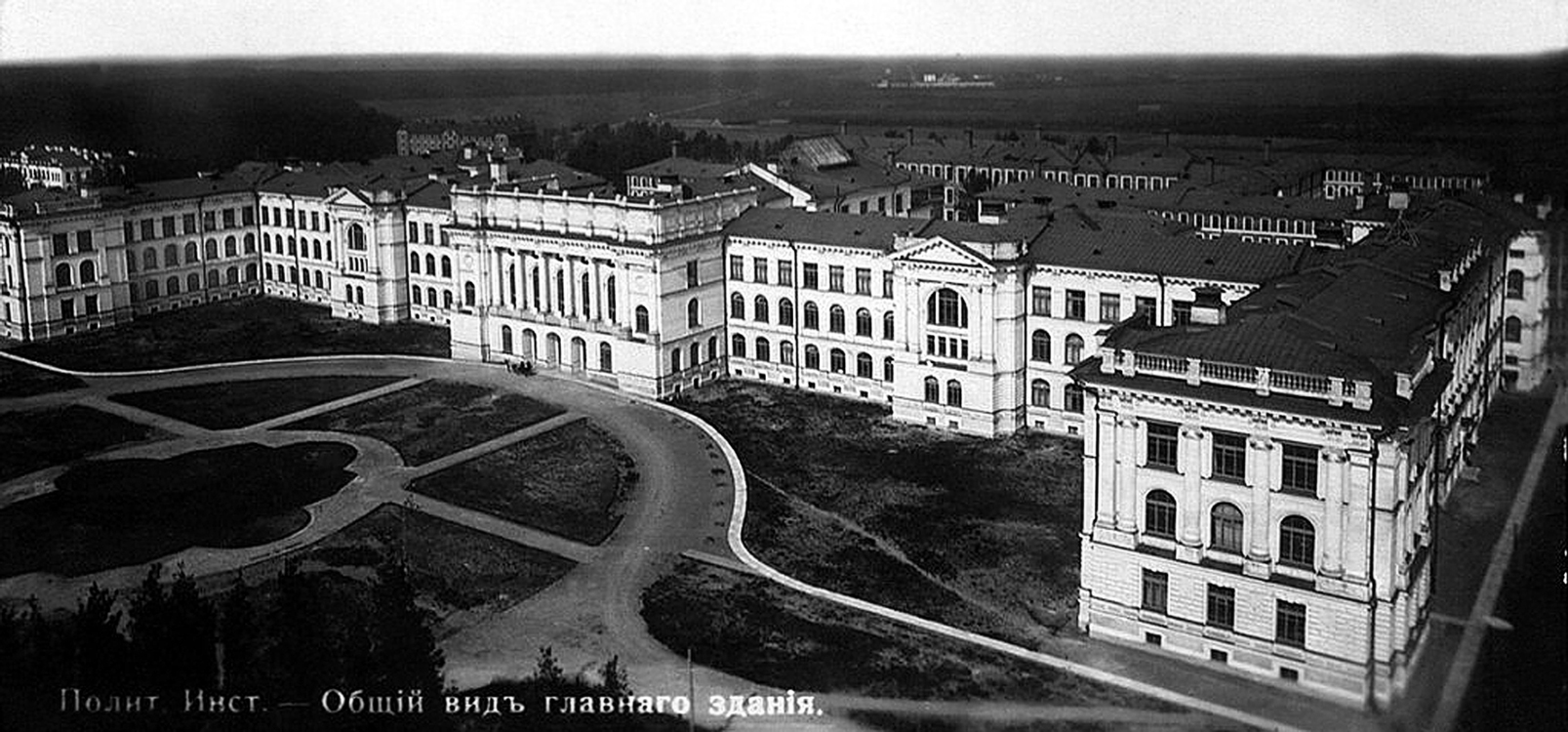
Головна будівля, світлина 1902 р.

Комплекс будівель Санкт-Петербурзького політехнічного інституту зводився під керівництвом Особливої будівельної комісії, створеної 23 лютого 1899 року. Для будівництва було обрано віддалену ділянку Петербурга поблизу села Сосновка.
Проектування і будівництво вела архітектурна майстерня під керівництвом Е. Ф. Вірріха. Проект включав в себе комплекс будівель, що утворюють автономне університетське містечко, схоже на ті, що існували в Кембриджі і Оксфорді. До складу комплексу увійшли головний будинок, хімічний павільйон, два гуртожитки та механічний корпус. При проектуванні головної будівлі Вірріх використовував проект вищої технічної школи Берліна. Центральна частина і загальний план будівлі майже повністю повторюють берлінську споруду.
Урочиста закладка будівель була здійснена 18 червня 1900 року. Будівництво велося з 1900 до 1905 року; головний корпус був закінчений 1902 року. Будинок побудований в стилі неокласицизму, характерного для петербурзької архітектури кінця XIX століття. Монументальна будівля білого кольору, з Н-подібною конфігурацією. Внутрішнє планування, за якого всі лекційні аудиторії виходять на південний захід, дозволяє максимально використовувати природне освітлення.

### 1914—1941

#### Перша світова війна
З початком Першої світової війни багато студентів і викладачів пішли на фронт. В одній з будівель інституту було розгорнуто шпиталь. До 1917 року в інституті залишалося не більше 3000 студентів. На основі інституту працювали курси з підготовки льотчиків і мотористів, а також суднових радіотелеграфістів. Лабораторії та кафедри інституту брали участь у розробці озброєнь для діючої армії.

#### Громадянська війна в Росії
У 1918 році робота інституту була припинена. Після Жовтневого перевороту багато викладачів покинули Санкт-Петербург і Росію. У період громадянської війни в Росії інститут майже не фінансувався, не мав палива. До 1919 року в інституті залишилося не більше 500 студентів. Утім, життя в інституті не завмирало. У березні 1919 року було створено перший у світовій історії фізико-механічний факультет для підготовки інженерів-фізиків-дослідників. Незабаром було прийнято рішення про заснування хімічного факультету. У грудні 1919 року, у зв'язку з мобілізацією студентів, інститут практично спорожнів, хоча наукова робота тривала.
1921 року фізико-технічний відділ був перетворений в інститут, а 1923 року отримав власне приміщення навпроти парку інституту. Незважаючи на таке відділення, студенти фізичних факультетів практикувалися в лабораторіях ФТІ, а більшість його співробітників були викладачами Політеху.

#### Міжвоєнний період
Після закінчення війни діяльність інституту почала відновлюватися. У 1922 число студентів досягло 2000. А восени в інституті з'явився ще один факультет — індустріального землеробства, створений замість закритих сільськогосподарських інститутів.
До кінця 20-х років чисельність студентів досягла 8000 чоловік. У 1929 році з'являються два нових факультети: водного господарства та авіабудівний.
У 1930 році рішенням Комісії Раднаркому СРСР щодо реформи вищої та середньої освіти на основі Політеху були утворені вузькопрофільні інститути, які були передані у відання відповідних міністерств. На основі ЛПІ були утворені: гідротехнічний інститут, Інститут інженерів промислового будівництва (зараз Військовий інженерно-технічний університет), Кораблебудівний, Авіаційний, Електротехнічний, Хіміко-технологічний, Металургійний, Машинобудівний, Індустріального сільського господарства, Фізико-механічний, Ленінградський фінансово-економічний і Всесоюзний котлотурбінний інститути. Формально Політехнічний інститут припинив існування 30 червня 1930. Навчальний процес був порушений, оскільки лабораторії і майстерні належали різним інститутам, а ті у свою чергу — різним відомствам.
Уже влітку 1933 року Комісія з вищої школи змушена була усувати господарські суперечки між окремими галузевими інститутами, а в квітні 1934 року вони були об'єднані на правах факультетів у складі новоствореного Ленінградського індустріального інституту (ЛІІ). До початку 1935 року ЛІІ був найбільшим в країні технічним вишем, у якому навчалися понад 10 тисяч студентів і аспірантів, працювали 940 професорів і викладачів, 2600 робітників і службовців.

### 1941—1991
У роки Другої світової війни на фронт пішли понад 3500 студентів і співробітників Політеху. У лютому 1942 року проводилася евакуація Політеху — спершу до П'ятигорська, а потім до Ташкента. У 1943 році в Ташкенті було розпочато наукову й навчальну роботу.
Відновлення інституту було розпочато відразу ж після зняття блокади міста в 1944 році. З жовтня 1946 року Політехнічний інститут перейшов у підпорядкування Мінвишу СРСР, який надав інституту право працювати за власними навчальними планами і програмами. Число студентів в ЛПІ наблизилася до трьох тисяч.
У 1948 році перший в СРСР загін студентів в кількості 340 чоловік виїхав на будівництво Алакуської ГЕС.
Починаючи з 1950 року, велика увага приділялася підготовці фахівців для всесоюзних будівництв. На інженерно-будівельному факультеті розпочалася підготовка інженерів-гідробудівників, а при металевому заводі було організовано вечірнє відділення ЛПІ для підготовки інженерів-трубобудівників.
До 1960 року в ЛПІ були створені лабораторії енергетичних систем, автоматики, телемеханіки, металургії, турбінобудування і компресоробудування. Одночасно з цим в інституті було введено система «безперервної виробничої практики». Першокурсники, які не мали виробничого досвіду, поперемінно вчилися і працювали на заводі ім. К. Маркса, металевому заводі, ВО «Світлана», заводі «Червоний Жовтень», в Головленінградбуді.
У 1961 році, відповідно до нового положення про вищі навчальні заклади, було відновлено виборність ректорів і деканів.
Починаючи з 1960 року йде швидке спорудження нових будівель інституту. До 1962 року були побудовані спорткомплекс, високовольтний корпус (ТВН), два нових навчальних корпуси, будівля поліклініки, профілакторій, архів та гуртожиток на проспекті Нескорених.
У 1962 році створено заочний факультет та факультет удосконалення дипломованих інженерів, 1968 року — підвищення кваліфікації керівних працівників, а рік по тому, 1969 року, підготовче відділення для робітничої та сільської молоді. Тоді ж факультет (вечірній) був розділений на два: електротехнічний та інженерно-технічний.
1972 року в Пскові було відкрито філію Політехнічного інституту (нині Псковський державний політехнічний інститут). Пізніше організовуються філії в Орську, Чебоксарах, Сосновому Бору.
Спорудження нових будинків було продовжено наприкінці 70-х — на початку 80-х років. Побудовано два гуртожитки за Громадянським проспектом і проспекті Нескорених, новий навчальний корпус, корпус для підготовчого факультету на Полюстровському, а також будівля Інституту міжнародних освітніх програм на Громадянському проспекті.

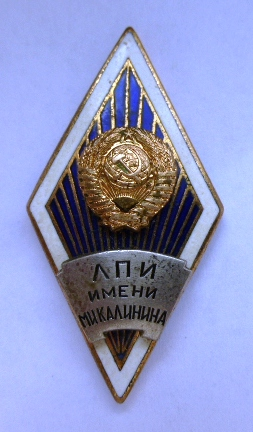
Нагрудний знак випускника (до 1990)

Створюються нові конструкторські бюро: ОКБ «Імпульс» та особливе конструкторське бюро технічної кібернетики (нині — ЦНДІ РТК).
З 1982 року в ЛПІ починається цільова підготовка фахівців у співпраці з великими підприємствами, зацікавленими в припливі молодих фахівців: ОКБ «Імпульс», ЦНДІ ім. акад. А. Н. Крилова, НВО «Ленінець», Ленполіграфмаш, ВО «Супутник», ВО ім. К. Маркса та ін. У 1987 році при ЛПІ були створені Інженерний центр і Міжгалузевий інститут підвищення кваліфікації (МІПК) з нових напрямків розвитку техніки і технології.
У 1989 році в Політехнічний інститут на 11 факультетів було прийнято 2100 першокурсників, а загальна кількість поданих абітурієнтами заяв перевищила 5000. Найбільшу кількість абітурієнтів було прийнято на факультет технічної кібернетики (310 осіб), а найбільший конкурс був на факультеті економіки і управління (590 заяв на 120 місць).
У вересні 1989 року Рада ЛПІ ухвалила рішення про перейменування Політехнічного інституту в Державний технічний університет. Рада Міністрів РРФСР затвердила нову назву 3 квітня 1990 року.

### З 1991 до наших днів
У грудні 2006 року підписано угоду про відкриття Центру інновацій на базі факультету технічної кібернетики з компанією «Майкрософт Рус». Це перший Центр інновацій Microsoft на північному заході Росії.
У липні 2007 року ректор університету Михайло Федоров заявив інформагентству «Прайм-тасс» про те, що в рамках національного проекту «Освіта» на основі інституту буде створено НДІ нових матеріалів і технологій. На будівництво НДІ з федерального бюджету виділять 520 млн рублів.
У 2012 році СПбПУ увійшов в число 15 вузів Росії, які стали переможцями конкурсного відбору на право отримання субсидії Міністерства освіти та науки Росії з метою підвищення їхньої конкурентоспроможності — Програма «5-100-2020».

## Фундаментальна бібліотека
Відкрилася одночасно з Санкт-Петербурзьким політехнічним інститутом 1902 року й зараз є однією з найбільших в місті.
У створенні бібліотеки і формуванні її фондів брали участь провідні вчені Санкт-Петербурзького політехнічного інституту, члени бібліотечної комісії Ф. Ю. Левінсон-Лессінг, М. А. Павлов, А. С. Посніков, І. В. Мещерський, І. М. Гревс та інші. У різний час в бібліотеку влилися колекції книг С. Ю. Вітте, професорів інституту П. Б. Струве, Ю. С. Гамбарова, А. П. Фан-дер-Фліта, Б. Е. Нольде, К. П. Боклевського та інших.
З реорганізацією в 1930 році Політехнічного інституту й створенням галузевих вишів навчальний фонд бібліотеки був розділений між ними. У період 1932—1934 рр. бібліотека функціонує як Ленінградська наукова бібліотека сектору кадрів Наркомату важкої промисловості.
Зараз Фундаментальна бібліотека, що є структурним підрозділом СПбДПУ, вирішує завдання забезпечення підготовки фахівців вищої ланки, наукових досліджень, гуманітарної освіти і виховання.

## Видавництво Політехнічного університету

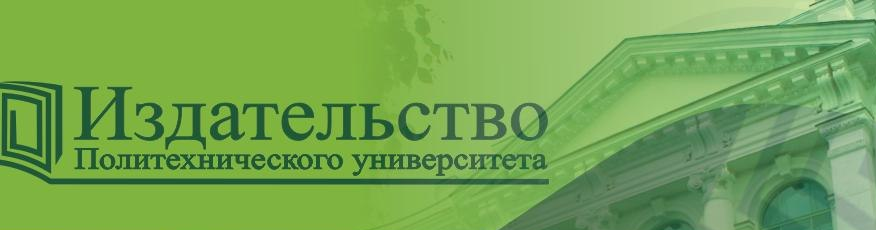
Лого видавництва

Російське книжкове видавництво, створене 1996 році при університеті. У 1994 році в результаті об'єднання ряду структур, що відносяться до видавничо-поліграфічної діяльності, в Санкт-Петербурзькому політехнічному університеті (тоді — Технічному університеті) було створено Видавничо-поліграфічний центр. Двома роками пізніше Вчена рада університету ухвалила рішення про перетворення Центру у Видавництво Політехнічного університету. Так вперше в історії Санкт-Петербурзького політехнічного університету було організовано видавництво, що володіє потужною поліграфічною базою і працює на основі державних ліцензій на видавничу і поліграфічну діяльність.
Видавництво спеціалізується на випуску навчальної та професійної літератури. Щорічно випускає більше 500 найменувань навчально-методичної літератури. Економіка та фінанси, комп'ютерні технології, історія, психологія, медицина, навчальна література — книги «Видавництва Політехнічного університету» представляють найрізноманітніші сфери професійних інтересів сучасного читача. Видавництво має налагоджені контакти з органами управління освітою, підтримує зв'язки з усією поліграфічною галуззю.
Видавництво СПбГПУ є найактивнішим учасником Видавничо-поліграфічної асоціації університетів Росії. За даними Російської книжкової палати, видавництво СПбДПУ з 2003 року стійко займає перше місце в Російській Федерації за кількістю найменувань книг, що випускаються для забезпечення навчального та наукового процесів вищої школи Санкт-Петербурга. Директор Видавництва і його засновник — Іванов Олександр Васильович.

### Санкт-Петербурзький державний політехнічний університет
- Офіційний сайт (рос.)
- Політехнічний інститут імператора Петра Великого. Листівки початку XX століття (рос.)
- Політех в обличчях (рос.)
- СПбДПУ на сайті проекту Study in Russia (рос.) (eng.)

### Фундаментальна бібліотека
- Історична довідка на сайті бібліотеки (рос.)

### Видавництво Політехнічного університету
- Офіційний сайт (рос.)
- Видавничо-поліграфічна асоціація (рос.)